# Kamperveen
Kamperveen est un village situé dans la commune néerlandaise de Kampen, dans la province d'Overijssel. Le 1er janvier 2006, le village comptait 780 habitants.
Le 1er janvier 1937, la commune de Kamperveen est rattachée à la commune d'IJsselmuiden.